# Eleonora Stolln
Eleonora war ein Erbstolln im Bergrevier Johanngeorgenstadt im sächsischen Erzgebirge.

## Lage
Am mittleren Fastenberg, auf dem sich Johanngeorgenstadt erstreckt, wurden mehrere Gruben zum Abbau unmittelbar benachbarter Erzgänge betrieben. Dazu zählte auch der im Jahr 1715 gemutete Eleonora Stolln am nördlichen Stadtrand von Johanngeorgenstadt. Der Stolln wurde bei 761 m NN angeschlagen. Er hatte etwa denselben Verlauf wie der Adolphus Stolln und entwässerte auch dieselben Gruben (Silberkammer, Gotthelf Schaller, Catharina, Elisabeth, Heilige Drei Könige, Brüder Lorenz sowie Erzengel Gabriels Maaßen) sowie schlussendlich auch das Grubenfeld von Gewerken Hoffnung.
1828/29 wurde der Erzengler Schacht wieder bis auf den Eleonora Stolln aufgewältigt und in den nächsten Jahren im Stolln der Wismutabbau aufgenommen. Diese Periode währte aber nur kurz. Der Bergbau in den vom Stolln erschlossenen Feldern erfolgte weiterhin in geringen Ausmaße. Vortriebsarbeiten im Stolln erfolgten periodisch bis ins Jahr 1930.
Die westlichsten Punkte des Stollnfeldes waren die Bereiche der Fundgruben Gewerken Hoffnung sowie Erzvater Jacob in der Nähe des späteren Wismutschachtes 121. Die Gesamtlänge des Stollns betrug ca. 5,8 km.
Neben dem Adolphus Stolln diente auch der Eleonora Stolln der Wasserversorgung von Johanngeorgenstadt. Im Jahr 1783 ließ sich die Stadt das Stollnwasser vom Bergamt verleihen. Vom Mundloch des Eleonora Stollns wurde eine 1070 m lange Holzwasserleitung bis zu dem Wasserspeicher auf dem Markt gebaut. Da das Gefälle nur 3,5 m betrug, verschlammte die Leitung sehr schnell. Ab 1883 wurden Teile der Leitung durch Gußrohre ersetzt, aber erst 1905 war die gesamte Leitung aus Eisenrohren. 1922 kaufte die Stadt das Huthaus des Eleonora Stollns.
Von der Übernahme der Grubenfelder durch das Objekt 01 der Wismut AG im Jahr 1946 waren auch die Grubenfelder des Stollns betroffen. Der alte Stolln hatte für die Wismut aufgrund seines geringen Querschnittes keine Bedeutung. Wenige Meter südlich vom alten Mundloch wurde deshalb 1948 bei 763,3 m NN ein neuer Stolln (Eleonora neu oder Schacht 61) angeschlagen. Mit der Auffahrung des neuen Stollns wurde der alte Eleonora Stolln mehrfach durchörtert und damit zerstört, so dass dieser für die Trinkwasserversorgung der Stadt nicht mehr genutzt werden konnte. Das ehemalige Grubenfeld wurde mit vielen Gangstrecken, Feldstrecken und Querschlägen großräumig unter der Bezeichnung 80 m Sohle aufgeschlossen. Auf der Stollnsohle befand sich mit dem Blindschacht 290 mit einem Querschnitt von 18,7 m2 auch der größte Schacht der Lagerstätte. Der Stolln neue Eleonora war mit Fahrdraht ausgerüstet, so dass hier Oberleitungsloks eingesetzt werden konnten. Vor dem Mundloch wurde 1948 der Schacht 54, der intern den Namen Eleonora trug, geteuft. Der Bergbau auf der 80-m Sohle wurde 1952 eingestellt. Der Schacht 290 blieb aber noch bis 1957 in Betrieb.
Das Huthaus wurde von der Wismut AG/SDAG genutzt. Nach der Einstellung des Uranbergbaus wurde das Huthaus abgerissen und die Mundlöcher der beiden Stolln mit Haldenmassen überdeckt. Das Huthaus wurde 1993 in ähnlicher Form am Pferdegöpel wieder aufgebaut.
Ende 2015 begannen unweit des Mundlochs umfangreiche Arbeiten zur grundlegenden Sicherung der Halde Schacht 54 in Richtung Kleinhemmpel-Kurve.